# Karschia caucasica
Karschia caucasica är en spindeldjursart som först beskrevs av Ludwig Carl Christian Koch 1878.  Karschia caucasica ingår i släktet Karschia och familjen Karschiidae. Inga underarter finns listade i Catalogue of Life.